# Église de Dun-le-Poëlier
L'église de Dun-le-Poëlier est une église catholique française. Elle est située sur le territoire de la commune de Dun-le-Poëlier, dans le département de l'Indre, en région Centre-Val de Loire.

## Situation
L'église se trouve dans la commune de Dun-le-Poëlier, au nord du département de l'Indre, en région Centre-Val de Loire. Elle est située dans la région naturelle du Boischaut Nord. L'église dépend de l'archidiocèse de Bourges, du doyenné du Boischaut Nord et de la paroisse de Chabris.

## Histoire

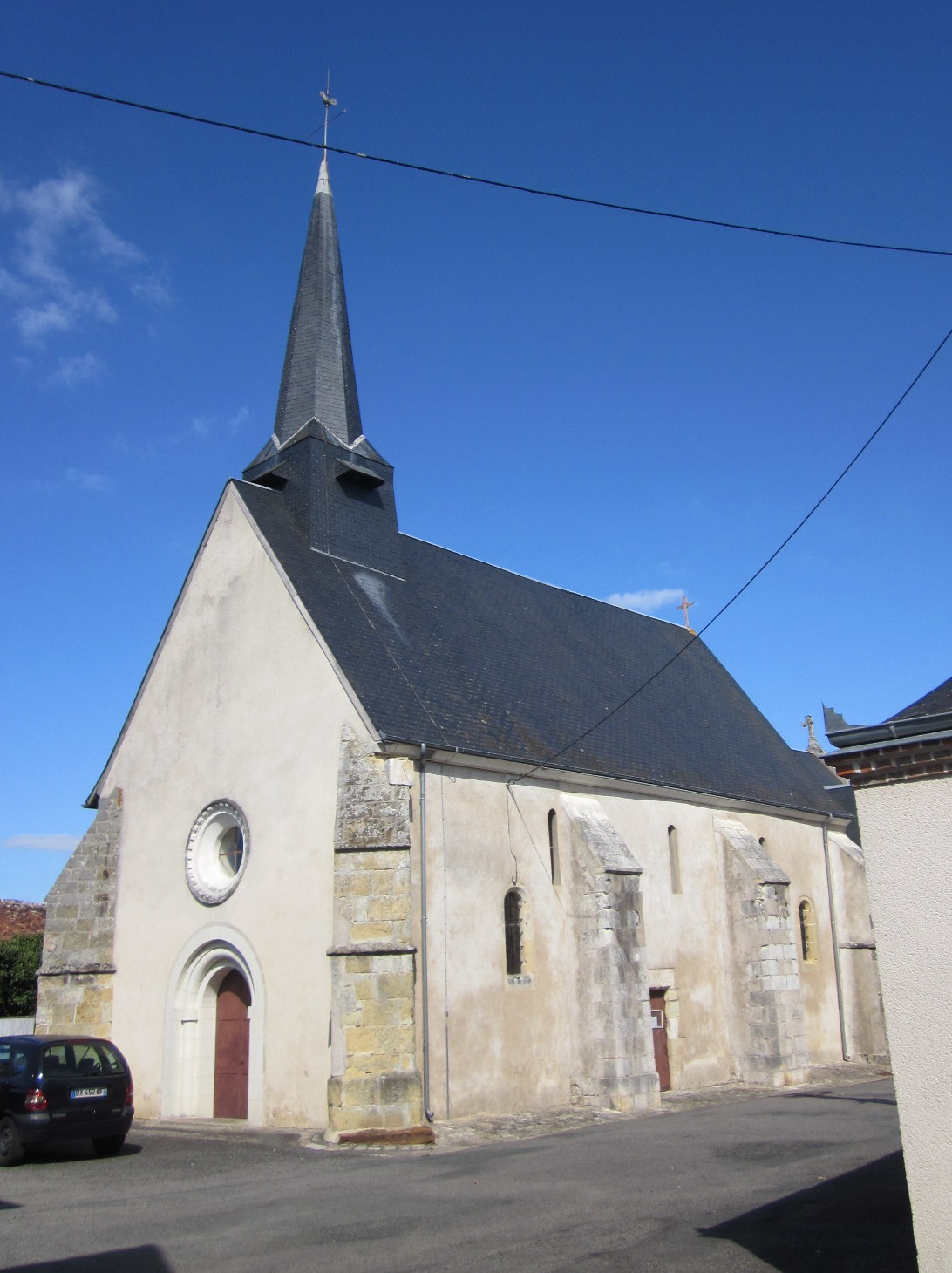
L'église, en 2012.